# Жан Бурідан
Жан Буріда́н (фр. Jean Buridan, лат. Joannes Buridanus; бл. 1300, Бетюн — бл. 1358) — французький філософ, представник середньовічного номіналізму. 

## З біографії
Навчався у Сорбонні у Вільяма Оккама. З 1328 року викладав там само. Був учителем Альберта Саксонського.
Особистість Бурідана оточена легендами, серед яких — зв'язок з Жанною Наваррською, дружиною короля Франції Філіпа IV Красивого і засновницею Наваррського колежу.
Бурідан також відомий відвідуванням гори Ванту та висловом про «буриданового віслюка».

## Твори

### Латинськомовні твори
- Коментарі Арістотеля : 
  - Summula de dialectica, Paris, 1487, in-folio
  - Compendium Logicae, Венеція, 1487, in-folio
  - Sophismata, in-8°
  - Quaestiones in X libros Ethicorum Aristotelis (Paris. 1489, in-fol., et Oxford, 1637, in-4) ; перевидання паризького видання 1513, Франкфурт 1968
  - Quaestiones in VIll libros Physicorum Aristotelis, in libros de Physica et in parva naturalia, Paris, 1516, in-4° ; перевидання паризького видання 1509, Франкфурт, 1964
  - In Aristotelis Metaphysica (Метафізика), Paris, 1516-1518, in-folio.

### Переклади сучасною французькою
- Questions sur l'Art ancien. (Isagoge, Traité des Catégories, Traité de l'Interprétation), Longueuil, Presses philosophiques 2009.
- Le Traité des conséquences, suivi du Traité sur les propositions, Longueuil, Presses philosophiques, 2002.
- Commentaire et Questions sur le Traité de l'âme, Longueuil, Presses philosophiques, 2004.
- Sophismes, Paris, Vrin, 1993.